# Anolis roquet

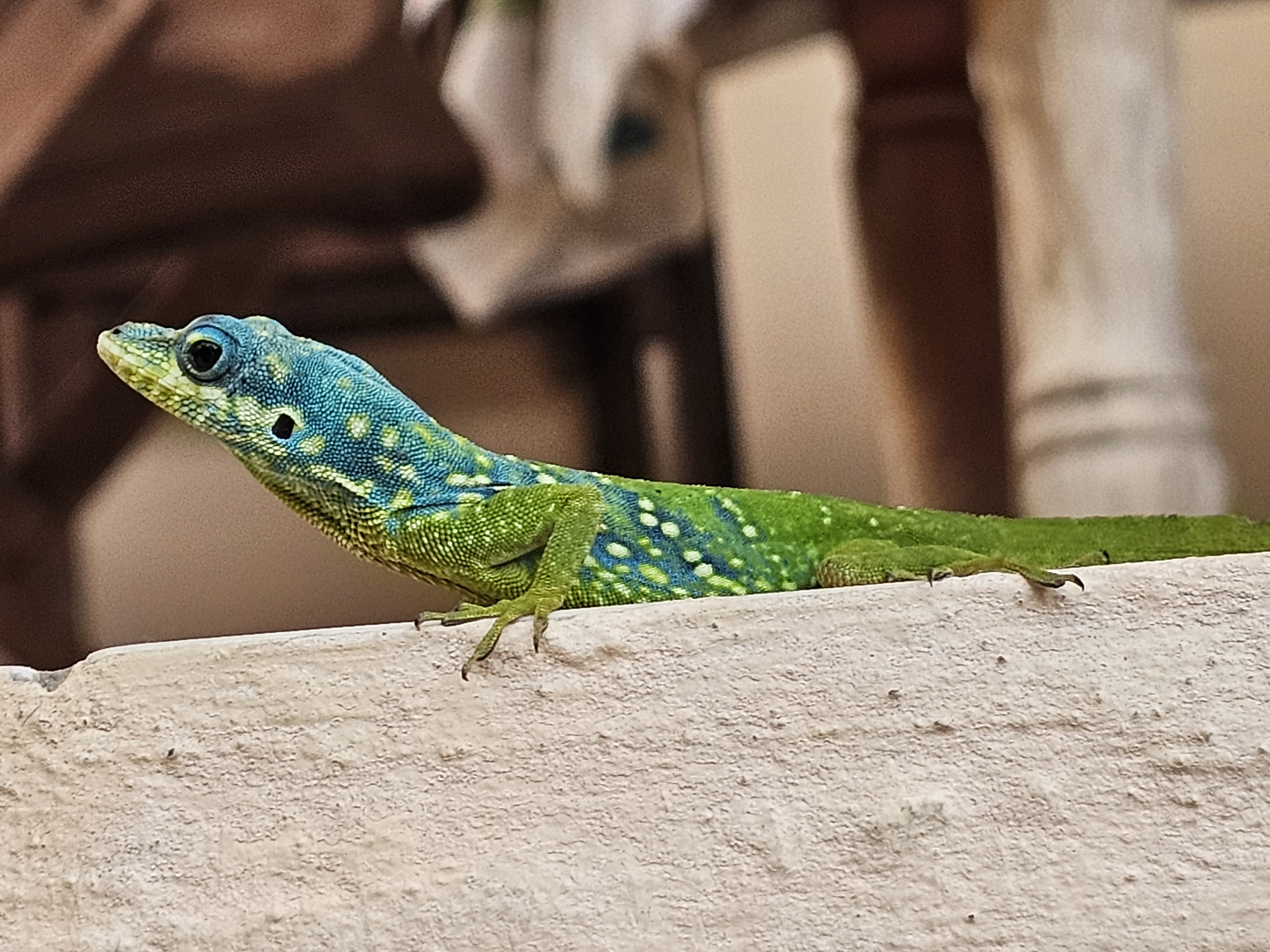
Дорослий мартиніцький аноліс

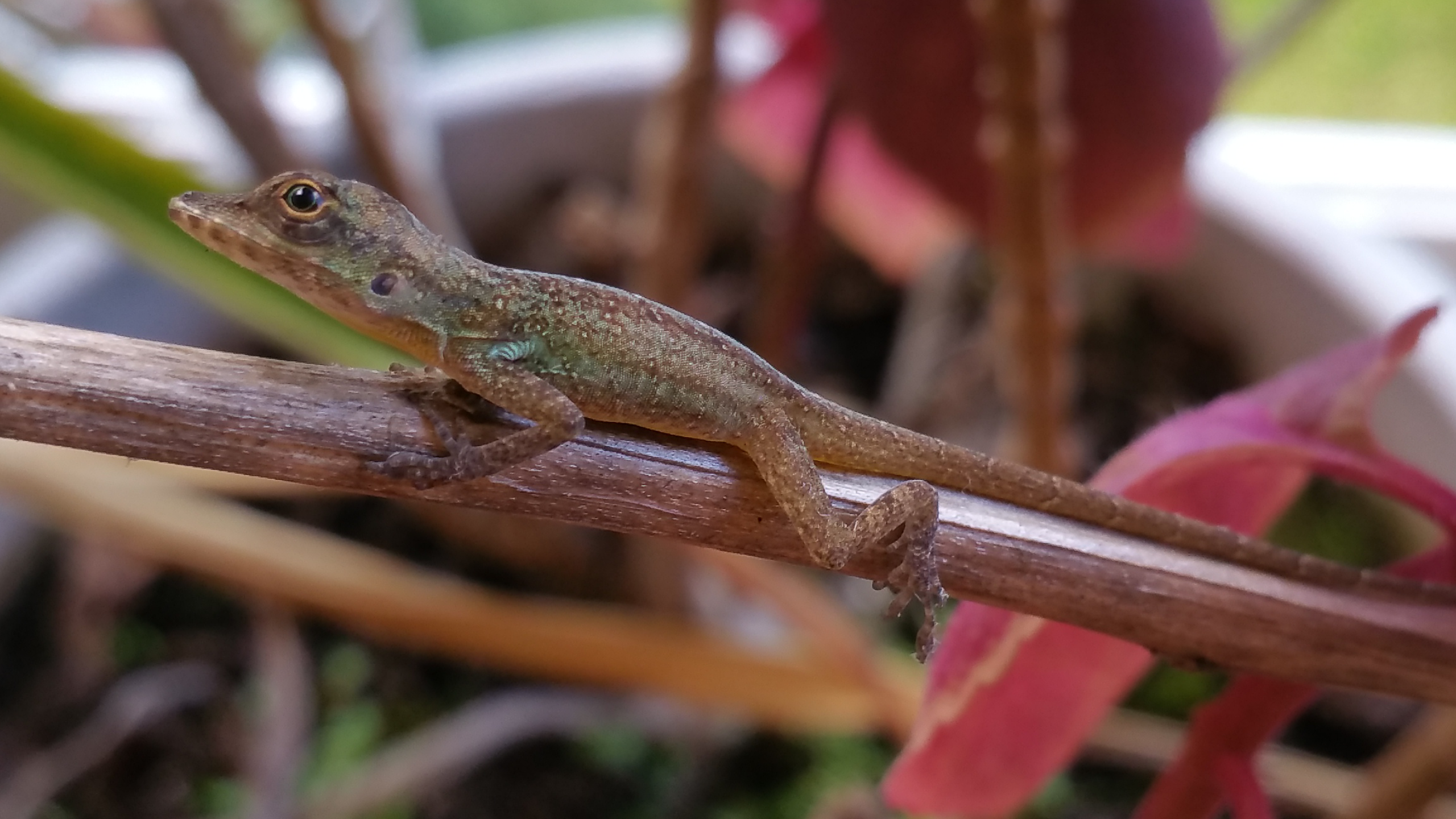
Молодий Martinique's anole.png

Anolis roquet (мартиніцький аноліс) — вид ігуаноподібних ящірок родини анолісових (Dactyloidae). Ендемік Мартиніки.

## Підвиди
Виділяють шість підвидів:
- Anolis roquet roquet (Lacépède, 1788);
- Anolis roquet caracoli Lazell, 1972;
- Anolis roquet majolgris Lazell, 1972;
- Anolis roquet salinei Lazell, 1972;
- Anolis roquet summus Lazell, 1972;
- Anolis roquet zebrilus Lazell, 1972.

## Поширення і екологія
Мартиніцькі аноліси широко поширені на острові Мартиніка в архіпелазі Малих Антильських островів та на сусідніх острівцях. Вони живуть в сухих тропічних лісах і чагарникових заростях, на плантаціях, в парках і садах, трапляються поблизу людських поселень. Живляться комахами, павуками. іншими безхребетними, представниками свого виду та рослинністю. Відкладають яйця.